# (74065) 1998 KS61
(74065) 1998 KS61 – planetoida z pasa głównego asteroid okrążająca Słońce w ciągu 4,14 lat w średniej odległości 2,58 j.a. Odkryta 23 maja 1998 roku.